# Das Leben ist eine Baustelle
Das Leben ist eine Baustelle ist ein deutscher Spielfilm aus dem Jahr 1997 von Wolfgang Becker und Tom Tykwer mit Jürgen Vogel und Christiane Paul in den Hauptrollen. Der Film erzählt die Geschichte des unglücklichen Jan Nebel, der sich in die geheimnisvolle Vera verliebt.

## Handlung
Jan lebt in Berlin. Eines Tages verliert er seine Arbeitsstelle in der Fleischfabrik. Zudem eröffnet ihm seine Ex-Freundin, dass sie möglicherweise HIV-positiv ist und ihn vielleicht angesteckt hat. Da lernt er die Musikerin und Lebenskünstlerin Vera kennen, als er zufällig in eine Straßenschlacht gerät und sie gegen zwei Zivilpolizisten verteidigt. Er wird verhaftet und zu einer Geldstrafe verurteilt. Er versucht den Gedanken an eine mögliche HIV-Infektion zu verdrängen, will sich dann aber doch damit auseinandersetzen. Durch die gerade begonnene Beziehung zu Vera vergisst er mitunter die Unerträglichkeiten seines Daseins. Er wagt einen Neuanfang, während Vera Geheimnisse hat. Nacht für Nacht schleicht sie aus dem Bett und bleibt jede Erklärung für ihr Verhalten schuldig.

## Hintergrund
Der Film ist eine Koproduktion von X Filme Creative Pool, dem Westdeutschen Rundfunk und Arte, gefördert mit Mitteln der Film- und Medienstiftung NRW und des Medienboards Berlin-Brandenburg. Die Herstellungsleitung oblag Tom Spieß. Die Dreharbeiten in Berlin und in der Westermark begannen am 28. November 1995 und dauerten bis Februar 1996. Die Stimme von „Buddy“ wurde von Wolfgang Hess nachsynchronisiert.

## Kritik
Der Film wurde von der deutschen Kritik wohlwollend bewertet. Laut Rudolf Worschech von epd Film sei Wolfgang Becker das „große Kunststück“ gelungen, über alltägliche Dinge wie Geld, den Tod, Jobs, Wohnungssuche und die Liebe zu drehen und seinen Figuren doch einen Schimmer jenes „bigger than life“ zu verleihen, das das Kino brauche. Michael Fischer von Associated Press bezeichnete den Film als eine „Alltagsskizze aus dem heutigen Berlin“.

„Ein episodenhafter Film, pendelnd zwischen Komik und Melancholie. Er lebt von der Präzision seiner Beiläufigkeit und zeichnet in einer geschickt verknüpften Folge von Einzelschicksalen ein nüchternes Bild vom Leben in der deutschen Hauptstadt. Ein bemerkenswert anregender Versuch, Alltagswirklichkeit und das Schwinden sozialer Beziehungsmuster im Medium der Komödie zu reflektieren.“

## Auszeichnungen
Der Film nahm 1997 am Wettbewerb der Berlinale teil, ging bei der Preisvergabe allerdings leer aus. Beim Deutschen Filmpreis gewann Jürgen Vogel das Filmband in Gold in der Kategorie „Beste darstellerische Leistung – männliche Hauptrolle“. Martina Gedeck gewann den Preis in der Kategorie „Beste darstellerische Leistung – weibliche Nebenrolle“ (neben dem für Rossini). Die Produktion erhielt ein Filmband in Silber in der Kategorie „Bester Film“. Bei der Verleihung der Goldenen Kamera gewann Christiane Paul 1998 den Nachwuchsdarstellerpreis, die Lilli Palmer & Curd Jürgens Gedächtniskamera. Wolfgang Becker wurde 1997 mit dem Preis der deutschen Filmkritik für den besten Spielfilm ausgezeichnet.
Die Deutsche Film- und Medienbewertung FBW in Wiesbaden verlieh dem Film das Prädikat wertvoll.